# Ashley (imię)
Ashley – żeńskie, jak i męskie imię pochodzenia staroangielskiego, używane co najmniej od XVI wieku, popularne w krajach anglojęzycznych.
Znane osoby noszące to imię:
- Ashley Benson – amerykańska aktorka, modelka
- Ashley Tisdale – amerykańska aktorka, piosenkarka i modelka
- Ashlee Simpson – piosenkarka, siostra Jessiki Simpson
- Ashley Olsen – amerykańska aktorka
- Ashley Cafagna-Tesoro – piosenkarka, modelka, aktorka
- Ashley Roberts – piosenkarka girlsbandu The Pussycat Dolls
- Ashley Greene – amerykańska aktorka, modelka
- Ashley Purdy – basista w zespole Black Veil Brides